# Wanna Get to Know You
"Wanna Get to Know You" is de derde single van Beg for Mercy, het debuutalbum van Amerikaanse rapgroep G-Unit.
De single werd geproduceerd door Red Spyda en bevat een refrein van r&b-zanger Joe. "Wanna Get to Know You" haalde de 15e positie in de Billboard Hot 100 en de 27e in de Engelse Single Chart.

## Credits[1]
- Geschreven door: C. Jackson, C. Lloyd, D. Brown, A. Thelusma, J. Hillard, L. Ware
- Geproduceerd door: Red Spyda
- Gemixt door: Pat "Pat Em Down" Viala voor Loreal Inc. en Sha Money XL
- Geassisteerd door: Josh McDonnel
- Overige vocalen: Joe
- Bevat elementen van: "Come Live with Me Angel" door Marvin Gaye

## Hitnoteringen
| Hitlijst                       | Hoogste positie |
| ------------------------------ | --------------- |
| Australische ARIA Single Chart | 30              |
| Engelse Single Chart           | 27              |
| Ierse Single Chart             | 34              |
| Nieuw-Zeeland Single Chart     | 26              |
| Amerik. Billboard Hot 100      | 15              |
| Zweedse Single Chart           | 41              |
| Zwitserse Single Chart         | 20              |